# ウルフ・スタルク
ウルフ・スタルク（スウェーデン語: Ulf Stark、1944年7月12日- 2017年6月13日）は、スウェーデンの児童文学作家で脚本家。
児童書の挿絵は作家でもあるアンナ・ヘグルンド、イラストレーターのマティ・レップと組んだ。自著に加え他者の文学作品の映像脚本を著した（ゴールデン・ビートル賞受賞作）。癌を患い、2017年6月13日に死去、72歳であった。2010年、ストックホルム大学#名誉博士号。

## 略歴
1944年ストックホルム生まれのスタークは生まれ故郷スチュールビー（英語）をしばしば作品に描いてきた。中等学校の時、クラスメートであったピーター・カーマン）に勧められて文章を書き始め、10代で文筆業に興味を抱くとはたちになる1964年、初めて詩集『人生の穴』を発表した。
幼年およびヤングアダルト向けの著作に加え、映像作品の脚本を著した。ヒット作に北欧合作の劇映画 Tsatsiki, morsan och polisen（英語）がある（1999年公開、ゴールデン・ビートル賞）。
自著が映画化された作品は、『シロクマたちのダンス』『おばかさんに乾杯』、『キングの最高の日』『夜行バスにのって』のほか、『おじいちゃんの口笛』（テレビ映画）など。

## 受賞歴
- 1988年　ニルス・ホルゲション賞（英語版）、佑学社絵本『#ぼくはジャガーだ』の文章に対して[10]
- 1988年　エルサ・ベスコフ賞（英語版）、#同作の絵に対して[10]
- 1993年　アストリッド・リンドグレーン賞（英語版、ノルウェー語版）、意欲的な作家活動に対して
- 1994年　ドイツ児童文学賞、ほるぷ出版『#おじいちゃんの口笛』に対して
- 1995年　エクスプレッセン・ヘファクランプ賞（Expressens Heffaklump、 1995年の文学（スウェーデン語））
- 1996年　アウグスト賞（英語版）児童書・YA部門賞　Min syster är en ängel（英語）  アンナ・ヘグルンドと共同受賞『#おねえちゃんは天使』原作
- 1998年　北欧学校図書館児童書賞（英語版）、スウェーデン児童書協会（英語版）より[11]。
- 1999年　ゴールデン・ビートル賞（1999年の映画賞）（スウェーデン語）、en:Tsatsiki, morsan och polisen（英語）
- 2004年　ヴェッターグレン社の児童書コレクション（スウェーデン語）に収載
- 2005年　エミール賞（スウェーデン語版）、児童文化に寄せた意欲的な取り組みに対して[注釈 2]（2005年の文学）。
- 2005年　スウェーデン・デンマーク文化財団文化賞（Svensk-danska kulturfondens kulturpris）
- 2005年　ながくつ下のピッピ助成金（Astrid Lindgrens Värld-stipendiet（英語））
- 2006年　マリア・グライペ賞（スウェーデン語）
- 2008年　「黄金の笏」（Gullspiran、2008年の映画賞（スウェーデン語））
- 2010年　名誉博士号を受ける。ストックホルム大学より[4]
- 2012年　シュルストロム賞文学賞（スウェーデン語）[注釈 3]（2012年の文学（スウェーデン語））
- 2016年　クラグラ賞（スウェーデン語版）（2016年の文学（スウェーデン語））
- 2016年　雪だるま賞（スウェーデン語）　今年のスウェーデンの絵本

候補作
- 1995年　アウグスト賞　Min vän shejken i Stureby（#パーシーとアラビアの王子さま原作[10]）
- 2004年　アウグスト賞　Min vän Percy, Buffalo Bill och jag（パーシーと気むずかし屋のカウボーイ原作[10]）

## 作品
- アンナ・ヘグルンド 絵　ぼくはジャガーだ　石井登志子 訳（佑学社 1990）
  - Höglund, Anna-Stina　ぼくはジャガーだ　石井登志子 訳（ブッキング 2007）
- おばかさんに乾杯　石井登志子 訳（福武書店〈Best choice〉1992）
  - おばかさんに乾杯　石井登志子 訳（小峰書店〈Y. A. books〉2003）
- ぼくの魔法の運動ぐつ　オロフ・ランドストローム 絵、菱木晃子 訳（佑学社 1993.2）
  - 改版改題、パーシーの魔法の運動ぐつ（小峰書店 1997.10）
- シロクマたちのダンス　菱木晃子 訳、堀川理万子 絵（佑学社 1994.3）（日本ライトハウス 1999[14]）
  - シロクマたちのダンス　菱木晃子 訳（偕成社 1996.6）
- おじいちゃんの口笛　菱木晃子 訳（ほるぷ出版 1995.2）[15]
- うそつきの天才　菱木晃子 訳、はたこうしろう 絵（小峰書店〈ショートストーリーズ〉1996.11）- 日本語版オリジナル本国で未発表の作品[16]、自伝的短編の原題は「スウェーデン語: lognernas mastare, Inget trams!」。
  - 『シェークvs.バナナ-スプリット』収載 - 平成14年度（2002）より中学1年の国語の教科書に掲載[17]。
- おねえちゃんは天使　アンナ・ヘグルンド 絵、菱木晃子 訳（ほるぷ出版 1997.9）
- 青い馬と天使 いつもいっしょにいたいんだ　アンナ・ヘグルンド 絵、菱木晃子 訳（ほるぷ出版 1997.12）
- 夜行バスにのって　遠藤美紀 訳（偕成社 1998.1）
- ちいさくなったパパ　菱木晃子 訳（小峰書店 1999.5）[18]
- ゴールデンハート　マリアンネ・エンクヴィスト 絵、オスターグレン晴子 訳（偕成社〈本の森, 6〉 1999.5）
- 恋のダンスステップ　菱木晃子 訳、はた こうしろう 絵（小峰書店〈ショート・ストーリーズ〉 1999.10）
- 地獄の悪魔アスモデウス　菱木晃子 訳（あすなろ書房 2000.3）
- キングの最高の日　遠藤美紀 訳、江川智穂 絵（偕成社〈本の森, 8〉 2000.9）
- パパが宇宙をみせてくれた　菱木晃子 訳（BL出版 2000.10）
- 黒いバイオリン　アンナ・ヘグルンド 絵、菱木晃子 訳（あすなろ書房 2001.7）
- ぼくたち、ロンリーハート・クラブ　菱木晃子 訳、堀川理万子 絵（小峰書店 2001.11）（日本ライトハウス2003[14]）
- おにいちゃんは世界一　マティ・レップ 絵、菱木晃子 訳（徳間書店 2002.5）
- おにいちゃんといっしょ　菱木晃子 訳、はた こうしろう 絵（小峰書店〈どうわコレクション〉 2003.2）（日本ライトハウス2005[14]）
- 二回目のキス　菱木晃子 訳、はた こうしろう 絵（小峰書店 2003.2）
- ガイコツになりたかったぼく　菱木晃子 訳、はた こうしろう 絵（小峰書店 2005.5）
- 聖ヨーランの伝説　菱木晃子 訳（あすなろ書房 2005.9）（日本ライトハウス 2007[14]）
- ミラクル・ボーイ　菱木晃子 訳（ほるぷ出版 2008.6）
- トゥルビンとメルクリンの不思議な旅　菱木晃子 訳（小峰書店 2009.8）
- パパがあそんでくれた夜　菱木晃子 訳、長崎訓子 絵『おおきなポケット』通号 210、37-48頁（福音館書店 編 2009.09）
- おじいちゃんとの最後の旅　キティ・クローザー 絵、 菱木晃子 訳）（徳間書店〈BFC〉2020）
- シッカとマルガレータ : 戦争の国からきたきょうだい　スティーナ・ヴィルセン え（Stina Wirsén）、きただい えりこ やく（子どもの未来社 2023）

パーシー・シリーズ
- パーシーの魔法の運動ぐつ　菱木晃子 訳、はた こうしろう 絵（小峰書店 1997.10）（日本ライトハウス1999[14]）
- パーシーとアラビアの王子さま　菱木晃子 訳、はた こうしろう 絵（小峰書店 1997.11）（日本ライトハウス2002[14]）
- パーシーと気むずかし屋のカウボーイ　菱木晃子 訳、はた こうしろう 絵（小峰書店 2009.7）